# Fahd ibn Abd al-Aziz

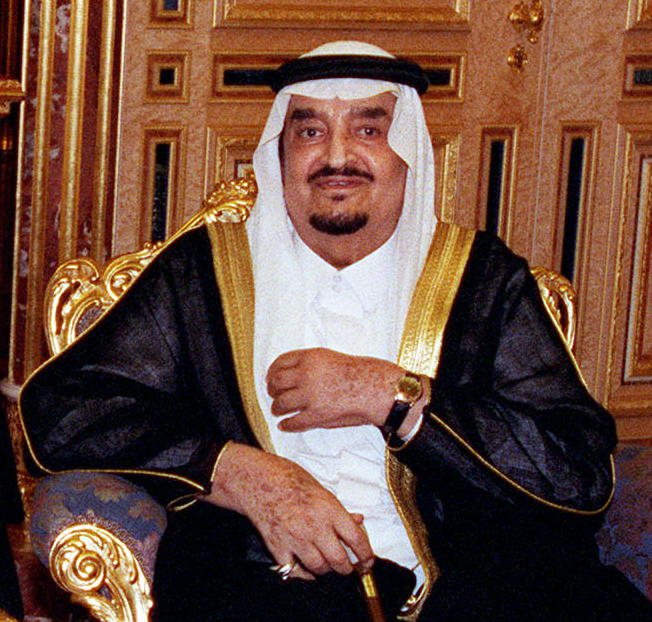
Fahd ibn Abd al-Aziz (1998)

Fahd bin Abdulaziz Al Saud (arabisch فهد بن عبد العزيز آل سعود, DMG Fahd ibn ʿAbd al-ʿAzīz Āl Saʿūd; * 1921 oder 1923 in Riad; † 1. August 2005 ebenda) war von 1982 bis zu seinem Tod der fünfte König von Saudi-Arabien.

## Frühe Jahre
Fahd wurde als elfter Sohn von Abd al-Aziz ibn Saud und seiner sechsten Frau Hasa bint Sudairi (حصة بنت احمد السديري) geboren. Er gehörte somit zu den sogenannten Sudairi-Sieben, den sieben Söhnen, die der Staatsgründer mit seiner Frau Hasa bint Sudairi gezeugt hatte.
Fahd wurde unter der königlichen Obhut seines Vaters erzogen. In seiner Jugendzeit besuchte Fahd die Prinzenschule in Riyadh. Danach wurde Fahd am „Religiösen wissenschaftlichen Institut in Mekka“ weiter ausgebildet.
Im Jahre 1932 erlebte der damals elfjährige Fahd, wie sein Vater durch den Vertrag von Dschidda das Königreich Saudi-Arabien gründete.
Im Jahr 1945 reiste Fahd zum ersten Mal nach New York, um die Eröffnungszeremonie der Vereinten Nationen zu besuchen. Auf dieser Reise assistierte er seinem Bruder Faisal, der zu jener Zeit Außenminister Saudi-Arabiens war.
1953 wurde Fahd von seinem Vater zum Ausbildungsminister ernannt. Im selben Jahr absolvierte er seinen ersten offiziellen Staatsbesuch bei Königin Elisabeth II. im Namen des Königshauses.
Im Jahr 1959 leitete Fahd dann die saudische Delegation bei der Arabischen Liga. Diese Aufgabe markierte seinen Aufstieg im saudischen Königshaus auch nach außen. Am 13. Oktober 1962 wurde er Innenminister, 1967 übernahm er das wichtige Amt des zweiten Stellvertretenden Premierministers.
Am 25. März 1975 wurde König Faisal von seinem Neffen Faisal ibn Musa‘id ermordet. Faisals Nachfolger wurde Khalid ibn Abd al-Aziz. Fahd wurde somit Kronprinz und Erster Stellvertretender Premierminister. Vor allem in den letzten Jahren von König Chalids Herrschaft wurde Fahd als De-facto-Premierminister angesehen.

## Nachkommen
Fahd war fünfmal verheiratet. Aus diesen Ehen gingen neun Söhne und fünf Töchter hervor. Drei Ehen wurden geschieden.
Sein Sohn Mohammed war Gouverneur der Provinz asch-Scharqiyya.
Sein Enkel Turki bin Mohammed bin Fahd Al Saud, ein Sohn von Mohammed, ist seit September 2022 Staatsminister. Sein Enkel Faisal bin Khalid Al Saud, ein Sohn seiner Tochter Lulua, ist seit April 2017 Gouverneur der Provinz al-Hudud asch-schamaliyya.
Sein Sohn Abdulaziz war an der Entführung seines Cousins Sultan bin Turki, einem Sohn von Turki (II) bin Abdulaziz, beteiligt. Sultan bin Turki wurde aus Genf gewaltsam nach Saudi-Arabien gebracht, da er die saudische Regierung kritisierte.

### Stammbaum
|              |              |              |              |              |              |  |  | König Fahd     |                |                |                |                |                |  |  |                  |                  |                  |                  |                  |                  |  |  |  |  |  |  |  |  |  |  |  |  |  |  |  |  |  |  |
|              |              |              |              |              |              |  |  |                |                |                |                |                |                |  |  |                  |                  |                  |                  |                  |                  |  |  |  |  |  |  |  |  |  |  |  |  |  |  |  |  |  |  |
|              |              |              |              |              |              |  |  |                |                |                |                |                |                |  |  |                  |                  |                  |                  |                  |                  |  |  |  |  |  |  |  |  |  |  |  |  |  |  |  |  |  |  |
| Prinz Faisal | Prinz Faisal | Prinz Faisal | Prinz Faisal | Prinz Faisal | Prinz Faisal |  |  | Prinz Mohammed | Prinz Mohammed | Prinz Mohammed | Prinz Mohammed | Prinz Mohammed | Prinz Mohammed |  |  | Prinzessin Lulua | Prinzessin Lulua | Prinzessin Lulua | Prinzessin Lulua | Prinzessin Lulua | Prinzessin Lulua |  |  |  |  |  |  |  |  |  |  |  |  |  |  |  |  |  |  |
| Prinz Faisal | Prinz Faisal | Prinz Faisal | Prinz Faisal | Prinz Faisal | Prinz Faisal |  |  | Prinz Mohammed | Prinz Mohammed | Prinz Mohammed | Prinz Mohammed | Prinz Mohammed | Prinz Mohammed |  |  | Prinzessin Lulua | Prinzessin Lulua | Prinzessin Lulua | Prinzessin Lulua | Prinzessin Lulua | Prinzessin Lulua |  |  |  |  |  |  |  |  |  |  |  |  |  |  |  |  |  |  |
| Prinz Nawaf  | Prinz Nawaf  | Prinz Nawaf  | Prinz Nawaf  | Prinz Nawaf  | Prinz Nawaf  |  |  | Prinz Turki    | Prinz Turki    | Prinz Turki    | Prinz Turki    | Prinz Turki    | Prinz Turki    |  |  | Prinz Faisal     | Prinz Faisal     | Prinz Faisal     | Prinz Faisal     | Prinz Faisal     | Prinz Faisal     |  |  |  |  |  |  |  |  |  |  |  |  |  |  |  |  |  |  |

## Herrschaft
Fahd wurde am 13. Juni 1982 zum König ernannt. Als König setzte er die Bemühungen fort, die saudische Wirtschaft zu diversifizieren, um die Abhängigkeit von der Erdölförderung und den Weltmarktpreisen für Öl einzuschränken. Die wirtschaftlichen Probleme wuchsen trotz des Ölreichtums. Außerdem stieg seit den 1980er Jahren mit dem Verfall der Erdölpreise das Haushaltsdefizit des Landes. Auch die Inflation konnte nicht erfolgreich bekämpft werden.
Zu einer schweren Krise kam es 1990/91, als der Irak das Emirat Kuwait besetzte und Saudi-Arabien den Schutz einer internationalen Koalition unter Führung der USA in Anspruch nehmen musste, um die Grenzen zu verteidigen und Kuwait zu befreien. Die Stationierung von US-Truppen führte aber zu einer zunehmenden Kritik islamischer Fundamentalisten am saudischen Königshaus. Seit dem Ende der 1990er Jahre mehren sich Terroranschläge islamischer Extremisten gegen ausländische Einrichtungen in Saudi-Arabien.
Seit den Terroranschlägen in New York am 11. September 2001 steht das Land auch als finanzieller Unterstützer des weltweiten islamischen Terrorismus am Pranger. Seit sich die Islamisten auch gegen das herrschende Königshaus der Saud wenden, werden diese Kräfte in Saudi-Arabien verstärkt verfolgt, bisher konnten beträchtliche Erfolge in der Verfolgung und Bekämpfung erreicht werden.
König Fahds Hofbiograph Hussein Abbas schrieb, dass Fahds Staatsziel die „demokratische Öffnung“ seines Landes war. Doch eine Demokratisierung des Landes kam für Fahd nicht in Betracht, denn „die Menschen dieser Region in der Welt sind für das demokratische Verständnis der westlichen Staaten der Welt ungeeignet“.
Unter Aufrechterhaltung der feudalistischen Grundstrukturen verfolgte König Fahd innenpolitisch einen fortschrittlichen pragmatisch-prowestlichen Kurs, vor allem zur wirtschaftlichen Modernisierung. Fahd galt vor allem als Wirtschaftsfachmann.

## Krankheitsbild
Nachdem Fahd am 29. November 1995 einen Schlaganfall erlitten hatte, führte sein Bruder, Kronprinz Abdullah, faktisch die Amtsgeschäfte des Königs. Abdullah bestätigte bereits 1992 Fahds Vollbruder Sultan ibn Abd al-Aziz als Nummer zwei der Thronfolge.
Fahd starb am 1. August 2005 an den Folgen einer Lungenerkrankung, wegen der er bereits am 27. Mai 2005 in ein Krankenhaus eingeliefert worden war.

## Ehrungen
Nach ihm benannt sind u. a. die König-Fahd-Akademie sowie die Pont du roi Fahd in Mali.